# Tanepomidos assamensis
Tanepomidos assamensis är en stekelart som beskrevs av Gupta och Jonathan 1971. Tanepomidos assamensis ingår i släktet Tanepomidos och familjen brokparasitsteklar. Inga underarter finns listade i Catalogue of Life.